# Masuji Ibuse
Masuji Ibuse (?, 井伏 鱒二; Kamo, 15 febbraio 1898 – Tokyo, 10 luglio 1993) è stato uno scrittore giapponese.

## Biografia
Ibuse nacque da una famiglia di proprietari terrieri nel villaggio di Kamo, che ora fa parte di Fukuyama. All'età di 19 anni cominciò a frequentare l'Università di Waseda di Tokyo. Inizialmente si interessò allo studio della poesia e della pittura, in seguito venne indirizzato verso la scrittura e infine si specializzò nella letteratura francese. All'inizio degli anni venti, dopo essersi laureato riuscì a far pubblicare le sue opere, alla fine del decennio il suo lavoro venne riconosciuto e ottenne recensioni favorevoli dai più illustri critici giapponesi. Le tematiche affrontate furono generalmente fantasie intellettuali rappresentate attraverso allegorie animali, romanzi storici e la vita di campagna. Durante la seconda guerra mondiale lavorò per il governo come scrittore della propaganda.
Ibuse fu molto apprezzato anche per la sua carriera dopo la fine della guerra. Nel 1966 pubblicò il suo libro più famoso: Kuroi Ame (La pioggia nera) che ebbe risonanza internazionale e vinse numerosi premi come il Premio letterario Noma e l'ordine al merito culturale, che è la massima onorificenza che può essere conferita ad uno scrittore giapponese. Il romanzo parla del bombardamento di Hiroshima e il titolo si riferisce proprio ad una conseguenza del fallout nucleare, dal romanzo è stato anche tratto un film di Shōhei Imamura. Nel 1949, il suo romanzo Honjitsu kyūshin (本日休診), vinse la prima edizione del Premio Yomiuri.

## Opere
- Sy u mmm (1923)
- Sanshouo (1929)
- Sazanami Gunki (1930-38)
- Shigotobeya, (1931)
- Kawa (1931-32)
- Zuihitsu, (1933)
- va mora ga forzag  yuve  )(1936)
- Jon Manjiro Hyoryuki, (1937)
- Shukin Ryoko, (1937)
- Sazanami Gunki, (1938)
- Tajinko Mura, 1939
- Shigureto Jokei, 1941
- Ibuse Masuji Zuihitsu Zenshu, 1941 (3 volumi)
- Hana No Machi, 1942
- Chushu Meigetsu, 1942
- Aru Shojo No Senji Nikki, 1943
- Gojinka, 1944
- Wabisuke, 1946
- Magemono, 1946
- Oihagi No Hanashi, 1947
- Ibuse Masuji Senshu, 1948 (9 volumi)
- Yohai Taicho, 1950
- Kamatsutra, 1952
- Honjitsu Kyushin, 1952
- Ibuse Masuji Sakuhinshu, 1953 (5 volumi)
- Hyomin Usaburo, 1954-55
- Nyomin Nanakamado, 1955
- Kanreki No Koi, 1957
- Ekimae Ryokan, 1957
- Nanatsu No Kaidō, 1957
- Chinpindo Shujin, 1959
- Bushu Hachigatajo, 1963
- Mushinjo, 1963
- Ibuse Masuji Zenshu, 1964 (2 volumi)
- La pioggia nera (Kuroi Ame), 1966, Venezia, Marsilio, 1993 - film 1989, diretto da Shōhei Imamura - Musta sade
- Gendai Bungaku Taikei, 1966
- Hanseiki, 1970 -
- Shincho Nihonbungaku, 1970
- Tsuribito, 1970
- Ibuse Masuji Zenshu, 1975 (14 volumi)
- Choyochu No Koto, 1977-80
- Gikubo Fudoki, 1981